# Латерални систем
Латерални, бочни  систем или бочна линија је чулни систем који спада у посебна соматичка чула и има улогу да детектује промене покрета и струјања воде, помоћу чега се животиња оријентише у кретању кроз воду. Латерални систем је присутан код водених кичмењака (риба, колоуста и водоземаца). 
Овај систем граде органи неуромасти. Неуромасти на телу животиња могу да се налазе: појединачно на кожи (посебно у главеном региону), линерално распоређени у плитким удубљењима на кожи главе и трупа (код колоуста и водоземаца), или у затвореном каналу који је преко посебних каналића повезан са спољашњом средином (већина риба са хрскавичавим и коштаним скелетом). Животиња помоћу латералног система детектује промене у вибрацији водене средине (углавном вибрације ниске учесталости). Ове вибрације може да изазове промена правца или брзине струјања воде, као и неки објекат у води (плен, препрека). Сем детекције промена вибрације латерални систем може да детектује и промене хидростатичког притиска воде. Неуромасти такође могу да детектују и електрична поља високог интензитета, мада за детекцију електричних поља животиње углавном користе електрорецепторе који су у ствари модификовани неуромасти.
Неуромасти који граде латерални систем у току ембрионалног развића настају од најмање 6 пари епибранхијалних плакода (задебљања која се налазе на глави, изнад шкрга). Са ових задебљања процесом деламинације (одљушћивања) одвајају се групе миграторних ћелија и посебним путевима карактеристичним за сваку врсту долазе до одређених места на телу где ће се развити у неуромасте. Од ових плакода настају и сензитивне ганглије које инервишу неуромасте.